# 545. Grenadier-Division
Die 545. Grenadier-Division, später 545. Volksgrenadier-Division, war ein Großverband der Wehrmacht im Zweiten Weltkrieg.

## Geschichte
Die 545. Grenadier-Division sollte am 10. Juli 1944 im Wehrkreis XII als sogenannte Sperrdivision in der 29. Aufstellungswelle aufgestellt werden. Zur Aufstellung herangezogen wurden die Kampf-Marsch-Bataillone 1049, 1051 und 1052. Ab August 1944 war die Unterstellung unter die 17. Armee in der Heeresgruppe Nordukraine mit Einsatzort in Krosno in Polen. Am 14. September 1944 wurden Teile des Grenadier-Regiments 1070, einem Heerestruppenteils, in die Division eingegliedert und das II./Grenadier-Regiment 1136 wurden Füsilier-Bataillon 545.
Am 9. Oktober 1944, wurde die 545. Grenadier-Division in 545. Volksgrenadier-Division umbenannt. Die Umgruppierung sollte auf den Stand einer Division der 32. Aufstellungswelle erfolgen.

## 545. Volksgrenadier-Division
Die 545. Volksgrenadier-Division blieb bei der 17. Armee, nun bei der Heeresgruppe A. Bis Anfang 1945 war die Division um Baranow. Im Winter 1944 erfolgte der Aufbau der Füsilier-Kompanie, Panzerjäger-Kompanie, Pionier-Kompanie und Nachrichten-Kompanie zu Bataillonen bzw. Abteilungen. Im Januar 1945 war die 545. Volksgrenadier-Division während der Weichsel-Oder-Operation im Baranow-Brückenkopf an der Weichsel im Generalgouvernement Polen eingesetzt und wurde nach Verlusten hier aufgelöst. Der Divisionskommandeur, Generalmajor Otto Obenaus, musst als vermisst gemeldet werden. Die Infanterie kam zur 78. Sturm-Division.
Als Kampfgruppe war die Division im Februar bei der 1. Panzerarmee innerhalb der Heeresgruppe Mitte in Oberschlesien. Im März 1945 wurde die 545. Volksgrenadier-Division in Schlesien erneut aufgestellt. Die Panzerjäger-Abteilung wurde aus der Panzerjäger-Abteilung 178 der 78. Sturm-Division und das Grenadier-Regiment 1087 aus dem Sicherungs-Regiment Ostland 2 neu gebildet.
Im April 1945 war die Division erneut als Kampfgruppe bei der 4. Panzerarmee in der Heeresgruppe Mitte und kämpfte in der Lausitz. Die Reste der Division gerieten zu Kriegsende bei Guben in sowjetische Kriegsgefangenschaft.

## Gliederung Juli 1944
- Grenadier-Regiment 1085 mit zwei Bataillonen
- Grenadier-Regiment 1086 mit zwei Bataillonen
- Grenadier-Regiment 1087 mit zwei Bataillonen
- Artillerie-Regiment 1545 mit vier Abteilungen
- Divisions-Einheiten 1545, u. a. Füsilier-Kompanie 545

## Kommandeur
- Oberst/Generalmajor Otto Obenaus: von Oktober 1944 bis Januar 1945
- Oberst Emmanuel von Kiliani: Januar/Februar 1945
- Oberst/Generalmajor Hans Kohlsdorfer: von Februar 1945 bis Kriegsende